# Capnia atra
Capnia atra är en bäcksländeart som beskrevs av Morton 1896. Capnia atra ingår i släktet Capnia och familjen småbäcksländor. Arten är reproducerande i Sverige. Inga underarter finns listade i Catalogue of Life.